# Зия, Ясин
Мохаммад Ясин Зия (дари محمد یاسین ضیا) — афганский государственный и политический деятель. Бывший начальник Генерального штаба, заместитель министра обороны и губернатор Тахара. Занимал пост главы контртеррористического подразделения Исламской Республики Афганистан (2011) и заместителя директора Национального управления безопасности (2011—2015).
Имеет степень в области вооружённых сил и разведки, а также опыт работы в Джамиат-е Ислами. Генерал Ясин является антиталибским деятелем. Являясь губернатором Тахара, изгнал талибов, находившихся в 6 милях от города Талукан.

## Карьера

### Губернатор
Он был назначен губернатором провинции Тахара 12 октября 2015 года после битвы при Кундузе (2015 г.), чтобы не допустить повторения
Талибаном своего успеха в провинции Тахаре. Фарид Заки работал с ним заместителем губернатора. В качестве губернатора он сыграл решающую роль в операциях по подавлению мятежа талибов в провинции Тахаре и соседней провинции Кундуз. Кроме того, по данным 1TV, он замаскировался, чтобы поймать двух адвокатов, берущих взятку.
Ясин Зия подал в отставку с поста губернатора 28 мая 2017 года по личным причинам. К декабрю 2017 года он стал заместителем советника по национальной безопасности. При назначении он также прошёл путь от генерал-майора до генерал-лейтенанта.
Зия также сыграл большую роль в попытках сократить незаконную деятельность и коррупцию в местной полиции Афганистана (ALP), включая пополнение доходов незаконными средствами. Он также имел дело с ненадлежащими отношениями с другими нерегулярными вооружёнными группами. Это включало отправку приказа командирам не продавать предоставленное им оружие другим вооружённым группам и личную встречу с командиром вооружённой группы в районе Бахарак, провинции Тахар. Однако он сказал, что большая часть проблемы состоит в том, что у некоторых людей есть личные ополчения, что превратило войну в Афганистане во внутреннюю войну. Зия тоже думал, что программа провалилась.

### Заместитель министра обороны, начальник Генерального штаба
Зия был назначен заместителем министра обороны 27 марта 2019 года. Ранее должность оставалась вакантной в течение длительного периода времени. В качестве заместителя министра Зия был назначен в столицу Тахара, Талукан, чтобы оттеснить повстанцев Талибана, исправить и улучшить командную структуру афганских сил. Талибан находился в шести милях отсюда и за месяц до этого начал наступление. Протестующие утверждали, что город был на грани сдачи; Зия сказал, что после этого угрозы больше не было. Затем в 2020 году он стал начальником штаба армии, освободив должность заместителя министра обороны.
Позже Зия стал исполняющим обязанности министра обороны 19 марта 2021 года, в то время как Асадулла Халид был болен и госпитализирован. В мае 2021 года лично возглавил правительственные войска, находящиеся в 120 километров (75 миль) от Кабула и в Мехтарламе, столице провинции Лагман. Ранее Талибан захватил блокпосты безопасности вокруг города и установил контроль над районом Давлат-Шах примерно в 75 километров (47 миль) в северном направлении. Талибан также продвинулся в центральную тюрьму провинции Лагман внутри города. Впоследствии Зия сказал, что система безопасности укрепилась и Талибан был отброшен. Его сменили Вали Мохаммад Ахмадзаи на посту начальника Генерального штаба и Бисмилла Хан Мохаммади на посту исполняющего обязанности министра обороны на фоне усиления боевых действий с талибами 19 июня 2021 года.
Будучи начальником генерального штаба, Ясин Зия обвинил группировку «Талибан» в том, что она не разорвала связей с «Аль-Каидой», как это было обещано в рамках Дохинского соглашения между ним и США. Зия сообщил, что Талибан не разорвал связи и поддерживает отношения с другими террористическими группировками, очевидно, работая вместе в различных областях. Он сказал, что организации стали похожи на семьи за последние несколько лет, и выразил скептицизм по поводу того, что все изменится.